# باول أشلي تشيس
باول أشلي تشيس (بالإنجليزية: Paul Ashley Chase)‏ هو شخصية أعمال أمريكي، ولد في 5 فبراير 1878 في تشوروبوسكو في الولايات المتحدة، وتوفي في 17 أبريل 1946 في شمال هوليوود ‏ في الولايات المتحدة.